# Середній Утяш
Середній Утя́ш (рос. Средний Утяш, башк. Урта Үтәш) — присілок у складі Гафурійського району Башкортостану, Росія. Входить до складу Зілім-Карановської сільської ради.
Населення — 56 осіб (2010; 73 в 2002).
Національний склад:
- башкири — 95%